# Fantômette (série télévisée d'animation)
Pour la série en prises de vues réelles, voir Fantômette (série télévisée).
Fantômette est une série télévisée d'animation française en 26 épisodes de 25 minutes, diffusée à partir du 6 septembre 2000 sur Canal J. Elle est inspirée de la série de romans homonyme de Georges Chaulet.
Elle a été rediffusée par la suite dans Les Minikeums sur France 3, puis à partir du 17 janvier 2007 sur France 5 dans l'émission Bonsoir les Zouzous et en Belgique sur Club RTL dans l'émission Kid's Club.
Fantômette est rediffusée à partir du 18 août 2013 sur OCS Happy.

## Synopsis
À Furtive-Ville, le crime est en hausse depuis des années et la police est impuissante. Mais heureusement, une jeune justicière masquée nommée Fantômette veille. Cette mystérieuse héroïne est en réalité Françoise Dupont et se cache sous ce masque pour combattre les criminels organisés et leur chef, l'énigmatique Masque d'Argent.

## Personnages
Françoise Dupont: Jeune étudiante apparemment sans histoires. Elle est devenue Fantômette car ses parents, de riches archéologues, ont disparu quand elle était toute petite. Elle fut adoptée par sa gouvernante, Madame Charpentier. Dans son repaire secret situé dans les sous-sols du musée de Furtive-Ville, Fantômette essaye depuis des années d'accumuler des preuves des crimes du Masque d'Argent et aussi de trouver la trace de ses parents disparus dont elle soupçonne le Masque d'Argent d'en être l'instigateur. Toutefois sa tâche est très complexe, car personne ne veut croire que l'homme d'affaires richissime (en apparence généreux donateur et soucieux du bien-être de la ville et ses habitants) soit un cerveau criminel impitoyable. La justicière et son ami Œil de Lynx sont les seuls à le savoir, ainsi que les complices du Masque d'Argent.
Alexandre Charpentier surnommé "Œil de Lynx": Frère adoptif de Françoise, il est le seul à être au courant de sa double vie et s'efforce de l'aider dans sa lutte contre le crime. Journaliste au Flash, le journal de Furtive-Ville, il est souvent au courant des dernières actualités. 
Ficelle et Boulotte: Sœurs d'Alexandre et sœurs adoptives de Françoise. Elles sont toutes les deux de grandes amies pour cette dernière et également grandes admiratrices de Fantômette, sans se douter de sa véritable identité (elles croient que Françoise étudie dans sa chambre ou à la bibliothèque à chaque fois que Fantômette doit partir en mission). Pas toujours très malignes, elles se mettent parfois en danger en tentant d'aider leurs justicière favorite. Boulotte est petite et rondelette, passionnée d'animaux (lapins, chiens, oiseaux), tandis que Ficelle est grande et mince, passionnée de journalisme (toutefois sa maladresse et son orgueil l'empêchent d'être prise au sérieux).
Madame Charpentier: Mère d'Alexandre, Boulotte et Ficelle et mère adoptive de Françoise, elle s'inquiète parfois beaucoup pour ses enfants. Sa colère est très redoutée par le commissaire Filloire et elle est capable d'aller très loin pour arriver à ses fins. Assez naïve, elle ne se doute pas du tout de la double vie de Françoise, cette adolescente si sérieuse et studieuse. 
Le commissaire Filloire: Chef de la police de Furtive-Ville. Incompétent et maladroit, il fonce souvent tête baissée sans écouter les conseils de Fantômette, car il la déteste. En effet, il accuse la justicière de lui voler son travail. Il le seul policier à vouloir surpasser Fantômette, les autres étant passifs face à aux activités de cette dernière, allant parfois jusqu'à lui laisser faire tout le travail.
Binet et Latache: Policiers de Furtive-Ville, ils accompagnent régulièrement le commissaire en mission. Aussi paresseux qu'idiots, ils passent leur temps à siroter du chocolat chaud et à construire des maquettes de voitures de police, laissant Fantômette agir.
Le maire Paul Nadeau: Maire de Furtive-Ville et ami du Masque d'Argent, il ignore tout de la vraie nature de ce dernier. Il fait régulièrement appel à Fantômette en cas de problème face auquel la police est impuissante. Il ne manque jamais de vanter les mérites de Fantômette. Si son rôle de maire est mis en doute par la presse, il se sert de Filloire comme bouc émissaire. Sa plus grande peur est de perdre son poste.
- Antagonistes:

Le Masque d'Argent: Mystérieux homme d'affaires, il passe aux yeux de tous pour un bienfaiteur. En réalité, il est un vrai génie criminel qui organise la plupart des opérations illégales à Furtive-Ville depuis des années sans être jamais inquiété. Il a en permanence le visage recouvert d'un masque. Il veut absolument détruire Fantômette. Le Masque d'Argent est secondé par le Furet, de Söze et de Véra Vérabova ainsi que par une nombreuse armée d'hommes de main.
Véra Vérabova: Adjointe du Masque d'Argent, elle hait Fantômette. Très douée dans les déguisements, le combat et l'infiltration, elle est une adversaire tenace de la jeune justicière. Elle a un physique de pin-up.
Le Furet: Homme de main du Masque d'Argent, il mène parfois des activités indépendantes. Plutôt idiot et maladroit au premier abord, il reste un adversaire redoutable et sans pitié pour Fantômette.
Söze: Autre homme de main du Masque d'Argent. Il est particulièrement doué en technologie et affiche en permanence un visage impassible. Très dangereux et intelligent, il donne beaucoup de fil à retordre à Fantômette.
- Autres personnages:

Les professeurs Guillaume et Hélène Dupont : Archéologues et parents de Françoise. Elle les recherche sans relâche. Ils ne sont présents qu'en photos ou en flash-backs. Ils auraient disparus après une découverte importante lorsque Fantômette était petite. Le Masque d'Argent en est apparemment responsable. Toutefois, la série a été interrompue avant que la disparition des parents de Fantômette soit résolue. Le mystère reste donc complet.
Tony Truand: Patron tyrannique et colérique d'Œil de Lynx, il est toujours à la recherche d'un scoop.
Monsieur Chafouin: Vieux gardien du musée de Furtive-Ville, il connaît Françoise et Alexandre depuis leur enfance et les apprécie beaucoup.

## Différence entre la série et les livres
- Boulotte, Œil de Lynx et Ficelle ont un lien de parenté alors que dans les livres, ils n'en ont pas.
- Le Masque d'Argent est un criminel reconnu dans les livres alors que dans la série, il se fait passer pour un généreux homme d'affaires. Il est comme dans les livres l'ennemi juré de Fantômette.
- Soze et Véra Vérabova sont de nouveaux personnages, qui n'apparaissent pas dans les livres.
- La ville de Fantômette, Framboisy, devient dans la série une ville futuriste nommée « Furtive-Ville ».
- Fantômette a un équipement de haute technologie alors que dans les livres elle n'a que des petits gadgets.
- Boulotte qui mange tout le temps dans les livres ne le fait pas dans la série et devient à la place une amie des animaux.

## Fiche technique
- Titre : Fantômette
- Réalisation : Stéphane Roux, Franck Bourgeron et Marc Perret
- Scénario : Françoise Charpiat et Serge Rosenzweig, d'après la série homonyme de Georges Chaulet
  - Création des personnages : Serge Rosenzweig
- Décors : Sophie Lauman
- Animation : Hahn Shin
- Musique : Xavier Cobo
- Production : Ellipsanime, Elma Animation, Cactus Animation, France 3, Canal J
- Pays :  France
- Langue : français
- Nombre d'épisodes : 26
- Durée : 25 minutes
- Date de première diffusion : 6 septembre 2000

## Distribution
- Laura Préjean : Françoise Dupont / Fantômette
- Roger Carel : le commissaire Filloire
- Damien Boisseau : Alexandre Charpentier / Œil-de-Lynx
- Magali Rosenzweig : Ficelle
- Chantal Macé : Boulotte
- Jean-Claude Donda : le Masque d'argent, Tony Truand le patron d'Œil-de-Lynx, le majordome du Masque d'argent, le général Ganache et Gontran
- Françoise Blanchard : Mme Charpentier et Véra Vérabova
- Cyrille Monge : le Furet
- Bernard Bollet : Söze
- Michel Ruhl : le maire Nadaud

## Épisodes
1. L'Affaire Vitenform
2. Les Jumeaux de l'impossible
3. Fantômette contre Fantômette
4. L'Effaceur de souvenir
5. Les Cinq Clés de Kephren
6. La Malédiction de la momie
7. Filloire broie du noir
8. Fantômette tire les ficelles
9. Dyna et les Rolling Fruts
10. Rue du Pactole
11. Le Furet joue avec le feu
12. Le Cœur du serpent
13. L'Étrange Cas du docteur K
14. La Nuit des anges
15. Chantage sur Furtive-Ville
16. Le Retour du passé
17. Le Mystère Dupont
18. Le Venin du mécène
19. Haute voltige
20. L'Évadé des souvenirs
21. Pour sauver Œil-de-Lynx
22. À côté de la plaque
23. L'Enlèvement
24. Chouette histoire
25. Faux-semblants
26. La vérité est au fond du puits